# Hicham Nazzal
Hicham Nazzal, né le 15 mars 1979 à Bordeaux est un acteur de cinéma, de télévision, de théâtre et écrivain, franco-marocain.

## Biographie
Hicham Nazzal a grandi dans la banlieue bordelaise au sein d'une famille ouvrière marocaine de 6 enfants, originaire de la région de  Casablanca et de Marrakech. Bac avec mention bien en poche, il quitte le foyer familial en 1997 et part faire des études de langues étrangères (anglais et espagnol) à La Sorbonne-Nouvelle et y décroche une licence en 2001. Aussi, depuis ses 12 ans, il suit des cours de théâtre, dans une troupe d’improvisation à Bordeaux tout d'abord, puis dans des cours privés à Paris basés sur la méthode Stanislavski.
Après ses études de langues, Hicham Nazzal démarche les agents artistiques pour se lancer en tant que comédien et est très vite repéré par l'agent artistique Myriam Bru, grande découvreuse de talents, qui le prend sous son aile.
En 2002, il tourne pour TF1 le guest principal d'un épisode (Marchand d'hommes) de la série Navarro, dans le rôle de Djalel, réfugié albanais qui infiltre le monde de la prostitution clandestine de Pigalle. Le quotidien Le Parisien-Aujourd'hui en France lui consacre un article qui salue "un nouveau venu qui explose" . Diffusé le 27 mars 2003 en prime time, l'épisode réunit 8 500 000 téléspectateurs.
Il joue le rôle de Stan dans Lola, qui es-tu Lola ?, un feuilleton télévisé français en neuf épisodes de 45 minutes, créé par Jeanne Le Guillou, réalisé par Hervé Renoh et Eric Summer et diffusé à partir du 7 septembre 2003 sur France 2.
Il participe au jeu télévisé Fort Boyard en 2003 dans l'équipe de Sylvie Tellier et Eric Jean-Jean, puis de nouveau en 2007 dans une équipe 100% comédiens aux côtés de Cécile Bois, Shirley Bousquet, Alexandre Thibault, Jennifer Lauret et Emmanuelle Boidron . Lors de ces deux éditions, il gagne avec son équipe près de 13 700 euros à chaque fois, reversés aux associations.
En 2003, il est sur la chaîne française TMC l'un des quatre chroniqueurs de l'émission 2004, faîtes-vous plaisir, animée par Bernard Montiel, une variation sur l'Académie des 9 . 
Hicham Nazzal est une figure familière du paysage télévisuel marocain, pour avoir été, tout d'abord, l'une des révélations de l'émission 15 ans, 15 talents " sur la chaîne de télévision 2M, qui représente aujourd'hui encore l'une des audiences historiques de la chaîne , soit 90% selon les études d'audimat. Il co-présente ensuite, en 2004, Studio 2M (télé-crochet musical dans le style de la Star Academy), sur la même chaîne de télévision 2M, aux côtés de Nabila Kilani (présentatrice phare aujourd'hui à Dubaï) et Imad Ntifi : énorme succès là aussi, avec près de 89 % d'audience . Durant la saison de Studio 2M, Hicham anime également une émission quotidienne de libre antenne sur Radio 2M, émission dont il est le rédacteur en chef et durant laquelle les auditeurs peuvent poser, en direct, leurs questions aux candidats du télécrochet encore en lice. Prenant le tournant de la culture, il anime, toujours sur la chaîne marocaine 2M, des émissions de cinéma en direct du festival de Marrakech (2004) et de Cannes (2005), signant là aussi la rédaction en chef.  
En 2004 et 2005, Gérard Louvin et Dominique Ambiel, producteurs français, le repèrent et lui proposent de tourner des pilotes d'émissions pour France Télévisions. Tout d'abord, une émission intitulée C'est l'heure des confidences, co-animée avec Valérie Bénaïm, puis le même concept, co-animé avec Denise Fabre. Et puis un autre pilote, en solo, d'une émission d'access prime-time qui prend pour titre Plutôt en rire, un format autour de jeunes humoristes en devenir dont Arnaud Ducret, Anne-Elisabeth Blateau ou encore Sébastien Castro (encore méconnus), avec à la direction artistique Pierre Palmade. 
Après des essais passés en anglais et en arabe pour Steven Spielberg, il obtient en 2005 un tout petit rôle, sa première expérience cinématographique, dans Munich, fresque sur la prise d’otage lors des Jeux Olympiques de 1972.
Le 5 décembre 2005, il interprète en prime-time pour TF1 un étudiant en droit qui mène l'enquête aux côtés de Florence Pernel, dans Dénonciation Calomnieuse, réalisé par Dominique Ladoge. Un téléfilm qui réalise 8 751 360 spectateurs et se hisse parmi les 100 meilleurs audiences télévisuelles de l'année 2005.
En 2007, il tient un important second rôle au cinéma dans Scorpion de Julien Seri, celui de Mathias, manager de free fight, aux côtés de Clovis Cornillac, Karole Rocher ou encore Olivier Marchal.
En 2007 toujours, il tourne dans la série télé La Commune diffusée sur Canal+. Cette série événement, qui marquera les débuts de Tahar Rahim, offre à Hicham Nazzal le rôle de Hafiz Mahmoud, bras droit du personnage principal interprété par Francis Renaud.
Côté théâtre, c’est à Avignon lors de l’édition de 2007 que le comédien fait ses premiers pas sur les planches dans une pièce à deux personnages avec Parfums d’Intimité de l’auteur québécois Michel Tremblay mise en scène par Christian Bordeleau. La presse salue son interprétation, notamment Le Monde 2 qui parle d'un succès mérité  ou encore le quotidien les Echos qui évoque toute la palette de son jeune talent. La radio RMC parle quant à elle d'un comédien remarquable dans une mise en scène d'une grande efficacité .
Hicham Nazzal est, aux côtés de Hanane Fadili, Maître des Cérémonies du Festival international du film de Marrakech en décembre 2007, édition dont le président du jury est le réalisateur tchèque Miloš Forman (auteur, entre autres, du film Amadeus sur la vie de Mozart). Hicham Nazzal remet à cette occasion un prix d'honneur pour l'ensemble de sa carrière à l'acteur américain Leonardo DiCaprio. Il reçoit en outre sur scène l'actrice française Catherine Deneuve, le réalisateur Martin Scorsese ou encore Abel Ferrara. Au cours de cette édition, il rend également sur scène un hommage au cinéma égyptien en recevant les plus grandes actrices et les plus grands acteurs de ce pays, dont Yousra ou encore Ezzat El Alaili . Un festival placé sous le Haut Patronage de Sa Majesté le Roi Mohammed VI et la Présidence Effective de Son Altesse Royale le Prince Moulay Rachid .
Entre 2006 et 2008, il prête sa voix aux films Munich de Steven Spielberg (en plus d'interpréter un tout petit rôle dans le film, il est la voix française et espagnole de Ali le Jordanien), Ô Jérusalem de Elie Chouraqui (voix française du Major Tell) ou encore Mensonges d'État de Ridley Scott (voix française de Omar Sadiki).
En 2008, il est Baptiste dans le long-métrage J'ai rêvé sous l'eau (en anglais I Dreamt Under the Water), un film dur sur le monde de la drogue et de la prostitution. J'ai rêvé sous l'eau est le premier long-métrage du réalisateur Hormoz. Le film sort dans plusieurs pays et est sélectionné dans de nombreux festivals  .
Il joue dans le feuilleton télévisé Paris 16e  sur M6. Ce feuilleton de 80 épisodes de 22 minutes chacun, dont le directeur d'écriture était Jean-André Yerles, produit par Calt Productions, et réalisé par Renaud Bertrand ou encore Emmanuelle Dubergey, a été diffusé quotidiennement sur M6 du 9 mars 2009 au 22 mai 2009. La saison 1 est diffusée dans son intégralité mais aucune saison 2 n'est commandée. Hicham y interprète un des rôles principaux, Julien Lancelot, un avocat d'affaires au passé trouble.
Dans son pays d’origine, le Maroc, sort au sur les écrans en février 2010 La Grande Villa de Latif Lahlou. Hicham Nazzal y tient le premier rôle, celui de Rachid, chercheur en énergie solaire, avec à ses côtés Mélanie Maudran, Bulle Ogier, ou encore la star marocaine Naïma Lamcherki. Le journal marocain de référence Libération évoque la grande leçon de cinéma de Latif Lahlou et des thèmes magistralement interprétés par les comédiens.  Ce film jette la lumière sur un sujet peu traité dans le cinéma marocain : les problèmes liés au choc des cultures lors d'un mariage mixte et ce, à travers l'histoire de Rachid qui décide de quitter la France pour s'installer au Maroc avec son épouse française Laurence, médecin, et leur fils Sami de sept ans. Le long-métrage est présenté partout à travers le monde, de la France au Burkina Faso , et ce jusqu'en Chine où il a été projeté dans douze villes.
En 2011 sort en Suisse, au Maroc et au Canada  le long-métrage Opération Casablanca , une comédie de Laurent Nègre - coproduction suisso-canadienne - dans lequel Hicham Nazzal interprète en arabe et en français le chef terroriste Youssef aux côtés de Tarik Bakhari, Jean-Luc Bideau, Zinedine Soualem et Élodie Yung. Ce film reçoit le Prix du meilleur film étranger 2011 au Festival International du Film de Mexico . 
En 2011 toujours, Hicham Nazzal  accepte de prêter son image à la campagne marocaine de l’Association de lutte contre le sida avec ce message : Aurais-je pu devenir acteur si j’étais séropositif ?, aux côtés entre autres de l'animateur Ali Baddou. Ce genre de campagne est une première dans un pays musulman .
Il joue dans la saison 2 de Braquo sur Canal+, sortie à l'automne 2011, dans le rôle de Sabri Massmi, ancien paramilitaire, aux côtés de Jean-Hugues Anglade, Nicolas Duvauchelle ou encore Karole Rocher, d'après un scénario de Abdel Raouf Dafri. La série est couronnée à New-York meilleure série dramatique, lors de la 40e cérémonie des International Emmy Awards, la référence en matière de récompenses pour la création audiovisuelle. .
En septembre 2011, il intègre l'équipe des animateurs de France 2 . Il anime le mardi 24 avril 2012 à 20h35 un programme culturel intitulé Roméo et Juliette , un magazine du « réel » réalisé par Bruno Sevaistre, qui suit la création de la pièce de théâtre de Shakespeare par 43 élèves de deux lycées parisiens très différents. Produit par la filiale française de la BBC, la mise en scène est signée Alain Sachs (une trentaine de nominations et plusieurs Molières) et le documentaire est tourné durant quatre mois (de septembre à décembre 2011). Malgré une presse enthousiaste , l'émission ne rencontre pas un large public.
Il devient en 2011 producteur associé au sein de la société Media TV, qui produit du magazine, du documentaire et du divertissement pour des chaînes comme France 3, NRJ12, France 24, le groupe Lagardère ou encore le groupe Orange Cinéma.
Dans l'éphémère magazine d'art « Arts One »   il signe en 2011 quelques articles, sur l'architecture d'intérieur par exemple ou encore sur l'art contemporain, l'un de ses sujets de prédilection avec le street art. Côté sport, Hicham a longtemps pratiqué l'athlétisme   en compétition, du 800 mètres précisément, décrochant par ailleurs à 18 ans un diplôme d'animateur fédéral d'athlétisme.
Personnalité reconnue en France, le quotidien français Libération fait de Hicham Nazzal en avril 2012 son long portrait de dernière de couverture, saluant une jolie histoire, à force de gnaque, de remise en question, de talent et de travail. Et surtout de vigilance et de volontarisme .
En juillet 2012, la chaîne de télévision marocaine 2M lui consacre en prime-time un documentaire de 24 minutes dans sa collection Diasporama. Ce documentaire émaillé d'interviews retrace le parcours de l'artiste. Cette collection a également mis en lumière d'autres personnalités d'origine marocaine comme la Ministre Najat Vallaud-Belkacem ou encore le chorégraphe international Sidi Larbi Cherkaoui.
En mai 2014, Hicham Nazzal présente sur la chaine Marocaine 2M Dir Iddik le Show , émission événement à la fois caritative et de divertissement, produite par TF1 Events , aux côtés de l'animatrice Ibtissam Koutaibi, avec sur le plateau des invités prestigieux comme la star du Moyen-Orient le chanteur Marwan Khoury, les chanteuses Vitaa, Indila, ou encore des duplex avec l'humoriste Gad Elmaleh. 
En 2014, il tourne le film Coucher de Soleil sur le 9-3 réalisé par Caroline Chomienne, aux côtés de Samir Guesmi.
En 2017, Hicham participe au long-métrage Italien L'ordine delle cose réalisé par Andrea Segre, dans le rôle d'un garde libyen, avec Paolo Pierobon dans le rôle principal, ainsi que Valentina Carnelutti, Giuseppe Battiston ou encore le Français Olivier Rabourdin. Une coproduction italo-française tournée entre l'Italie et la Tunisie dont le sujet, très contemporain, traite des flux migratoires clandestins provenant de Libye.
Le 11 janvier 2018 sort aux éditions PLON  le premier roman de fiction de Hicham Nazzal, intitulé Les nuits indomptables, dont le catalogue parle de roman choc entre les Nuits fauves de Cyril Collard et L'homme blessé de Patrice Chéreau, poétique, avec un véritable sens du dialogue et un art de l'intrigue . Le quotidien français Les Echos salue le jour de sa sortie un premier roman sur le fil, ultra-noir et troublant (...) à l'écriture élégante, le plus souvent elliptique. L'audace du propos fait l'étrangeté et la force de ce roman. Construit en chapitres courts, le livre évoque parfois Jean Genet ou l'Américain Dennis Cooper . Le quotidien Sud-Ouest n'imaginait pas Hicham Nazzal capable de nous emmener aussi fort dans cette noirceur fascinante d'un thriller à la poésie brûlante, qui évoque Pasolini et Jean Genet. Un roman choc et coup-de-poing à la galerie de personnages fascinants . M le Magazine du Monde daté du 10 mars 2018, dans un article de 4 pages, place Hicham Nazzal parmi les actrices Isabelle Carré, Aure Atika, Hélène Zimmer et Isild le Besco comme ces acteurs sur lesquels tablent les éditeurs, grâce à leur renommée, ce nouveau filon, pour réaliser de bonnes ventes . Le journaliste de l'émission télévisuelle Face à Face de France 3 Paris-Île-de-France, qui reçoit en plateau Hicham Nazzal le 26 juin 2018, évoque un roman choc, l'équivalent des Nuits Fauves version 2018 . Outre la France, le roman est distribué en Belgique, en Suisse, au Canada ainsi qu'au Maroc. 
En 2019 il interprète Maître Taleb, avocat d'assises, dans un épisode de la série à succès Léo Mattéï Brigade des mineurs, avec Jean-Luc Reichmann dans le rôle titre, aux côtés de Véronique Jannot et Juliette Arnaud. L'épisode, tourné à Marseille, intitulé Le revers de la médaille, est réalisé par Hervé Renoh et attire 5 millions de téléspectateurs en prime time sur TF1.  Le magazine Télé Loisirs salue une fin de saison très réussie, avec une intrigue centrée autour de David et son procès. Captivant et par ailleurs soigneusement réalisé.

## Filmographie

### Cinéma

#### Longs métrages
- 2006 : Munich – Réal. Steven Spielberg – Garde du corps de Ali Hassan Salameh
- 2007 : Scorpion – Réal. Julien Seri – Mathias, le manager de free fight
- 2008 : J'ai rêvé sous l'eau – Réal. Hormoz – Baptiste
- 2010 : La Grande Villa - Réal. Latif Lahlou – Rachid, chercheur en énergie solaire, rôle principal
- 2011 : Opération Casablanca – Réal. Laurent Nègre – Youssef, chef terroriste
- 2014 : Coucher de Soleil sur le 9-3 - Réal. Caroline Chomienne - Abdelatif, transexuel
- 2017 : L'ordine delle cose - Réal. Andrea Segre - Garde libyen
- 2019 : Instinct animal - Réal. Julie Glenn - Antoine, médecin

#### Courts métrages
- 2003 : Le Pistolet - Réal. Thibaut De Corday - Hicham
- 2005 : L'autre frontière - Réal. Dominique Légitimus - Samir, rôle principal
- 2005 : A cœur ouvert - Réal. Christophe Gros-Dubois - rôle principal
- 2007 : La montagne enchantée - Réal. Julie Glenn - Antoine, rôle principal
- 2014 : Tout est possible - Réal. Julie Glenn - Olivier

### Télévision
- 2003 : Navarro (Saison 15 - épisode Marchands d'hommes) - Réal. Patrick Jamain - Djalel, réfugié albanais, rôle guest principal
- 2003 : Lola, qui es-tu Lola ? (10 épisodes de 90 minutes ) - Réal. Hervé Renoh et Eric Summer - Stan, jeune étudiant sculpteur, rôle récurrent
- 2005 : Dénonciation Calomnieuse - Réal. Dominique Ladoge - Karim, jeune étudiant en droit
- 2007 : La Commune (8 épisodes de 52 minutes) - Réal. Philippe Triboit - Hafiz Mahmoud, bras droit de Hicham Hamadi, rôle récurrent
- 2008 : Femmes de loi (Saison 8 - épisode Une femme parfaite) - Réal. Hervé Renoh - Francis Galtier, gigolo pour dames
- 2009 : Paris 16e (80 épisodes de 22 minutes) Réal. Emmanuelle Dubergey et Renaud Bertrand - Julien Lancelot, avocat d'affaires, rôle récurrent
- 2009 : Chez Rose - Réal. Christophe Gros-Dubois
- 2011 : Braquo (Saison 2) - Réal. Philippe Haïm et Eric Valette - Sabri Massmi, ancien paramilitaire, rôle récurrent
- 2013 : Scènes de ménages - Réal. Francis Duquet - Le producteur de R'n'B, guest auprès du couple formé par Audrey Lamy et Loup-Denis Elion
- 2014 : La Fabrique des Préjugés - Réal. Gilles Cayatte
- 2016 : Napoléon la Campagne d'Égypte - Réal Fabrice Hourlier - L' Égyptien
- 2018 : Léo Matteï, Brigade des mineurs (Saison 5 - épisode Le revers de la médaille) - Réal. Hervé Renoh - Maître Taleb, avocat d'assises
- 2023 : Scènes de ménages - Réal. Jean-Eudes Monachon - L'avocat, guest auprès du couple formé par Fanny Cottençon et Didier Bénureau

### Web série
- 2021 : 7, rue du rendez-vous - Réal. Emmanuelle Dubergey - Abder, père de famille, rôle récurrent

## Théâtre
- 2007 - 2008 : Parfums d’intimité d'après Les anciennes odeurs de Michel Tremblay, adaptation et mise en scène de Christian Bordeleau, Luc, rôle principal. Festival Off d'Avignon 2007 et saison 2007-2008 à l'Espace la Comédia, Paris.

## Auteur
- 2014 - 2015 : auteurs des commentaires de documentaires Culture et Patrimoine de l'émission Histoire de sa balader présentée par Emmanuel Maubert. Diffusion bi-hebdomadaire sur le réseau régional France 3
- 2018 : premier roman de fiction, intitulé Les Nuits indomptables, paru aux éditions PLON

## Voix de doublage
- 2006 : Munich - Réal. Steven Spielberg - voix française et espagnole de Ali le Jordanien, USA
- 2006 : Ô Jérusalem - Réal. Elie Chouraqui - voix française du Major Tell, France
- 2008 : Mensonges d'État - Réal. Ridley Scott - voix française de Omar Sadiki, USA
- 2016 : Les hommes de l'ombre (Saison 2) -  Réal. Jean-Marc Brondolo - différentes voix additionnelles, France - France 2
- 2019 : Sœurs d'armes - Réal. Caroline Fourest - voix française du Colonel Kurde France

## Émissions de télévision
- 2003 : Invité de Fort Boyard (l'équipe, avec entre autres la directrice de Miss France Sylvie Tellier, joue pour Handicap International) France 2
- 2004 : Émission 15 ans, 15 talents}, sur la chaine marocaine 2M
- 2004 : Présentateur de Studio 2M (équivalent de la Star Academy). Prime-times en direct et quotidiennes, sur la chaine marocaine 2M
- 2004/2005 : Pilotes tournés en tant que présentateur pour France Télévisions, produits par Gérard Louvin et Dominique Ambiel France 2 et France 3
- 2004 : Présentateur d'émissions quotidiennes en direct du Festival de Marrakech et du Festival de Cannes Maroc, chaine marocaine 2M
- 2007 : Invité de Fort Boyard (l'équipe, avec entre autres les comédiennes Cécile Bois et Shirley Bousquet, joue pour l'Association des paralysés de France) France 2
- 2012 : Présentateur et conteur du prime-time culturel Roméo et Juliette sur France 2
- 2012 : Documentaire de 24 minutes qui est consacré à Hicham Nazzal en prime-time, sur la chaine marocaine 2M
- 2014 : Présentateur du prime-time Dir Iddik le Show, en direct, sur la chaine marocaine 2M

## Émission de radio
- 2004 : Animateur et rédacteur en chef d'une émission quotidienne de libre antenne, sur Radio 2M Maroc

## Producteur associé
- 2011 -2012 : producteur associé au sein de la société Media TV : production de documentaires, magazines et divertissements

## Distinctions
- 2007 : maître des cérémonies du 7ème Festival International du Film de Marrakech - Sous la présidence du réalisateur Tchèque Milos Forman

- 19 octobre 2013 : citoyen d'honneur de la ville d'Ambarès-et-Lagrave (33440) - Gironde